# Ørre Sogn
Ørre Sogn var et sogn i Herning Nordre Provsti (Viborg Stift). I 2010 blev det lagt sammen med Sinding Sogn til Ørre-Sinding Sogn.
I 1800-tallet var Sinding Sogn anneks til Ørre Sogn. Simmelkær Sogn blev i 1893 udskilt fra Ørre Sogn, som det derefter dannede sognekommune sammen med. Den blev senere delt, så hvert sogn var en selvstændig sognekommune. Sinding blev sin egen sognekommune. Alle 3 sogne hørte til Hammerum Herred i Ringkøbing Amt. Ved kommunalreformen i 1970 blev både Ørre, Sinding og Simmelkær indlemmet i Herning Kommune.
I sognet findes følgende autoriserede stednavne:
- Ansbjerg (bebyggelse, ejerlav)
- Bredvig Gårde (bebyggelse, ejerlav)
- Foldager (bebyggelse, ejerlav)
- Nybro (bebyggelse)
- Nybro Mølle (bebyggelse)
- Ovstrup (bebyggelse, ejerlav)
- Romvig Gårde (bebyggelse, ejerlav)
- Sammelstedby (bebyggelse)
- Tosmose (bebyggelse)
- Understrup (bebyggelse, ejerlav)
- Ørre (bebyggelse, ejerlav)
- Ørre Gårde (bebyggelse, ejerlav)
- Ørre Kirkeby (bebyggelse)
- Ørre Plantage (areal)